# Beshasha
Beshasha est une ville d'Éthiopie, située dans la zone Jimma de la région Oromia.
Sa population était de 2 624 habitants en 2005. Une école primaire y a été construite en 1965 avec l'aide des Suédois. Une école secondaire y a été inaugurée en 2012, nommée en honneur de l'ancien premier ministre de l'Ethiopie Meles Zenawi.